# РЭ (планеры)
«РЭ» (Роберт Эйдеман), также «М» (массовый) — экспериментальная серия из шести моделей учебных планёров, сконструированных в середине 1930-х году руководителем Центрального бюро планерных конструкций (ЦБПК) О. К. Антоновым.

## История
В начале 1930-х Р. П. Эйдеман, как председатель центрального совета Осоавиахима, поставил вопрос о создании массового, учебного планера упрощённой конструкции. Согласно поставленной задаче в ЦБПК, возглавляемым О. К. Антоновым, создавались дешёвые, быстро разбираемые и собираемые, низкокрылые монопланы, насколько возможно упрощённой конструкции для массового обучения. От типа к типу изменялась конструкция планеров, повышалась прочность, изменялся вес конструкции, аэродинамическая схема, делались попытки увеличить аэродинамическое качество. Результат так и не был достигнут, в серийное производство планеры серии РЭ не пошли. Проектировались и опытно производились РЭ-1, РЭ-2, РЭ-3, РЭ-4, РЭ-5, РЭ-6 с 1933 до 1937, прекращение развития серии историки связывают как с бесперспективностью серии, так и с арестом Р. П. Эйдемана по делу Тухачевского.